# Лудвика
Лудвика (швед. Ludvika) град је у Шведској, у средишњем делу државе. Град је у оквиру Даларнског округа, где је једно од највећих и најзначајнијих насеља. Лудвика је истовремено и седиште истоимене општине.

## Природни услови
Град Лудвика се налази у средишњем делу Шведске и Скандинавског полуострва. Од главног града државе, Стокхолма, град је удаљен 220 км северозападно.
Лудвика се развио у области Даларна у унутрашњости историјске покрајине Норланд. Подручје града је брдовито. Надморска висина се креће 150-180 м. Градско језгро се сместило на обали језера Весман. Око града постоји низ мањих ледничких језера.

## Историја
Подручје на месту данашњег града насељено је у средњем веку. Насеље се први пут спомиње 1550. године, а следећих векова оно је село без већег значаја.
Крајем 19. века Лудвика доживљава процват са проласком железнице и доласком индустрије. У овом граду је изграђена прва железничка пруга у Шведској 1858. године. Коначно, насеље добија градска права 1919. године. Ово благостање траје и дан-данас.

## Становништво
Лудвика је данас град средње величине за шведске услове. Град има око 14.000 становника (податак из 2010. г.), а градско подручје, тј. истоимена општина има око 26.000 становника (податак из 2010. г.). Последњих деценија број становника у граду стагнира.
До средине 20. века Лудвику су насељавали искључиво етнички Швеђани. Међутим, са јачањем усељавања у Шведску, становништво града је постало шароликије, али опет мање него у случају других већих градова у држави.

## Привреда
Данас је Лудвика савремени индустријски град са посебно развијеном индустријом. Последње две деценије посебно се развијају трговина, услуге и туризам.

## Збирка слика
- Здање општине Лудвика
- Главна градска црква
- Здање суда у Лудвики
- Дворац у Лудвики